# Jaromír Zmrhal
Jaromír Zmrhal (Žatec, 2 agosto 1993) è un calciatore ceco, centrocampista dell'Apollōn Limassol e della nazionale ceca.

## Caratteristiche tecniche
Di ruolo centrocampista, può giocare sia da mezzala che da trequartista. Di piede mancino, è bravo a tirare calci d'angolo e punizioni.

## Carriera

### Club
Inizia la carriera nelle giovanili dello Slavia Praga, con la cui prima squadra esordisce in massima serie il 4 agosto 2012 in una partita pareggiata per 2-2 in casa del Baník Ostrava. Tre settimane dopo segna il primo gol, nella sfida casalinga vinta per 5-0 contro lo Zbrojovka Brno. In tre stagioni colleziona 83 presenze in campionato su 90 partite giocate dalla squadra, con 5 gol segnati. Nel 2015-2016 segna il gol della vittoria dei suoi nel derby contro lo Sparta Praga del 27 settembre 2015. Il 9 maggio 2018 vince la Coppa della Repubblica Ceca in finale contro lo Jablonec.
Il 6 agosto 2019 viene acquistato a titolo definitivo dal Brescia, con cui sottoscrive un contratto di quattro anni. Il debutto con le rondinelle avviene il 18 agosto nel terzo turno di Coppa Italia a Perugia, mentre il 25 agosto successivo arriva anche quello in Serie A, subentrando al 71' di Cagliari-Brescia (poi vinta 0-1 dai bresciani) ad Alfredo Donnarumma. Zmrhal trova poco spazio fino all'arrivo in panchina del nuovo mister Diego Lopez. Il 19 luglio 2020 va a segno per la prima volta nel campionato italiano, realizzando una doppietta nella partita casalinga vinta per 2-1 in rimonta contro la SPAL e trovando la rete decisiva al 93'.
Nella stagione successiva, a seguito della retrocessione del club in Serie B, continua a militare nel club lombardo; avendo trovato poco spazio in squadra, il 1º febbraio 2021 fa ritorno in patria, venendo ceduto in prestito al Mladá Boleslav. Il 21 giugno seguente viene acquistato a titolo definitivo dallo Slovan Bratislava, con cui firma un biennale.

### Nazionale
Con la nazionale Under-21 della Repubblica Ceca ha disputato il campionato europeo di categoria del 2015.
Debutta con la Nazionale l'11 ottobre 2016 nel pareggio interno per 0-0 contro l'Azerbaigian; alla presenza successiva (datata 11 novembre 2016) segna la sua prima rete aiutando la squadra a vincere per 2-1 contro la Norvegia, realizzando la rete del provvisorio 2-0 dei cechi.

## Statistiche

### Presenze e reti nei club
Statistiche aggiornate al 12 luglio 2024.
| Stagione                 | Squadra                  | Campionato               | Campionato | Campionato | Coppe nazionali | Coppe nazionali | Coppe nazionali | Coppe continentali | Coppe continentali | Coppe continentali | Altre coppe | Altre coppe | Altre coppe | Totale | Totale | Totale |
| Stagione                 | Squadra                  | Comp                     | Pres       | Reti       | Comp            | Pres            | Reti            | Comp               | Pres               | Reti               | Comp        | Pres        | Reti        | Pres   | Reti   |        |
| ------------------------ | ------------------------ | ------------------------ | ---------- | ---------- | --------------- | --------------- | --------------- | ------------------ | ------------------ | ------------------ | ----------- | ----------- | ----------- | ------ | ------ | ------ |
| 2012-2013                | Slavia Praga             | 1.L                      | 28         | 1          | CRC             | 0               | 0               | -                  | -                  | -                  | -           | -           | -           | 28     | 1      |        |
| 2013-2014                | Slavia Praga             | 1.L                      | 29         | 0          | CRC             | 4               | 0               | -                  | -                  | -                  | -           | -           | -           | 33     | 0      |        |
| 2014-2015                | Slavia Praga             | 1.L                      | 26         | 4          | CRC             | 1               | 0               | -                  | -                  | -                  | -           | -           | -           | 27     | 4      |        |
| 2015-2016                | Slavia Praga             | 1.L                      | 27         | 4          | CRC             | 2               | 2               | -                  | -                  | -                  | -           | -           | -           | 29     | 6      |        |
| 2016-2017                | Slavia Praga             | 1.L                      | 30         | 7          | CRC             | 4               | 0               | UEL                | 5                  | 0                  | -           | -           | -           | 39     | 7      |        |
| 2017-2018                | Slavia Praga             | 1.L                      | 21         | 5          | CRC             | 3               | 0               | UCL+UEL            | 3+5                | 0                  | -           | -           | -           | 32     | 5      |        |
| 2018-2019                | Slavia Praga             | 1.L                      | 22+1       | 4          | CRC             | 1               | 0               | UCL+UEL            | 2+12               | 0+2                | -           | -           | -           | 38     | 6      |        |
| lug.-ago. 2019           | Slavia Praga             | 1.L                      | 3          | 1          | CRC             | 0               | 0               | UCL                | 0                  | 0                  | S-CS        | 1           | 0           | 4      | 1      |        |
| Totale Slavia Praga      | Totale Slavia Praga      | Totale Slavia Praga      | 186+1      | 26         |                 | 15              | 0               |                    | 27                 | 2                  |             | 1           | 0           | 230    | 28     |        |
| ago. 2019-2020           | Brescia                  | A                        | 21         | 2          | CI              | 1               | 0               | -                  | -                  | -                  | -           | -           | -           | 22     | 2      |        |
| 2020-feb. 2021           | Brescia                  | B                        | 7          | 0          | CI              | 0               | 0               | -                  | -                  | -                  | -           | -           | -           | 7      | 0      |        |
| Totale Brescia           | Totale Brescia           | Totale Brescia           | 28         | 2          |                 | 1               | 0               |                    | -                  | -                  |             | -           | -           | 29     | 2      |        |
| feb.-giu. 2021           | Mladá Boleslav           | 1.L                      | 18         | 4          | CRC             | 2               | 1               | -                  | -                  | -                  | -           | -           | -           | 20     | 5      |        |
| 2021-2022                | Slovan Brastilava        | SL                       | 20+8       | 7+1        | SP              | 5               | 1               | UCL+UEL+UECL       | 4+4+6              | 0+2+0              | -           | -           | -           | 47     | 11     |        |
| 2022-2023                | Slovan Brastilava        | SL                       | 15+10      | 2          | SP              | 7               | 1               | UCL+UEL+UECL       | 2+2+8              | 0                  | -           | -           | -           | 44     | 3      |        |
| 2023-2024                | Slovan Brastilava        | SL                       | 19+9       | 2+1        | SP              | 4               | 1               | UCL+UECL           | 4+6                | 0                  | -           | -           | -           | 36     | 3      |        |
| Totale Slovan Bratislava | Totale Slovan Bratislava | Totale Slovan Bratislava | 54+27      | 11+2       |                 | 16              | 3               |                    | 36                 | 2                  |             | -           | -           | 133    | 18     |        |
| Totale carriera          | Totale carriera          | Totale carriera          | 279+28     | 43+2       |                 | 34              | 4               |                    | 63                 | 4                  |             | 1           | 0           | 405    | 53     |        |

### Cronologia presenze e reti in nazionale
| Cronologia completa delle presenze e delle reti in nazionale ― Rep. Ceca | Cronologia completa delle presenze e delle reti in nazionale ― Rep. Ceca | Cronologia completa delle presenze e delle reti in nazionale ― Rep. Ceca | Cronologia completa delle presenze e delle reti in nazionale ― Rep. Ceca | Cronologia completa delle presenze e delle reti in nazionale ― Rep. Ceca | Cronologia completa delle presenze e delle reti in nazionale ― Rep. Ceca | Cronologia completa delle presenze e delle reti in nazionale ― Rep. Ceca | Cronologia completa delle presenze e delle reti in nazionale ― Rep. Ceca |
| Data                                                                     | Città                                                                    | In casa                                                                  | Risultato                                                                | Ospiti                                                                   | Competizione                                                             | Reti                                                                     | Note                                                                     |
| ------------------------------------------------------------------------ | ------------------------------------------------------------------------ | ------------------------------------------------------------------------ | ------------------------------------------------------------------------ | ------------------------------------------------------------------------ | ------------------------------------------------------------------------ | ------------------------------------------------------------------------ | ------------------------------------------------------------------------ |
| 11-10-2016                                                               | Ostrava                                                                  | Rep. Ceca                                                                | 0 – 0                                                                    | Azerbaigian                                                              | Qual. Mondiali 2018                                                      | -                                                                        | 74’                                                                      |
| 11-11-2016                                                               | Praga                                                                    | Rep. Ceca                                                                | 2 – 1                                                                    | Norvegia                                                                 | Qual. Mondiali 2018                                                      | 1                                                                        |                                                                          |
| 15-11-2016                                                               | Mladá Boleslav                                                           | Rep. Ceca                                                                | 1 – 1                                                                    | Danimarca                                                                | Amichevole                                                               | -                                                                        | 66’                                                                      |
| 22-3-2017                                                                | Ústí nad Labem                                                           | Rep. Ceca                                                                | 3 – 0                                                                    | Lituania                                                                 | Amichevole                                                               | -                                                                        | 45’                                                                      |
| 26-3-2017                                                                | Serravalle                                                               | San Marino                                                               | 0 – 6                                                                    | Rep. Ceca                                                                | Qual. Mondiali 2018                                                      | -                                                                        | 67’                                                                      |
| 5-6-2017                                                                 | Bruxelles                                                                | Belgio                                                                   | 2 – 1                                                                    | Rep. Ceca                                                                | Amichevole                                                               | -                                                                        | 77’                                                                      |
| 10-6-2017                                                                | Oslo                                                                     | Norvegia                                                                 | 1 – 1                                                                    | Rep. Ceca                                                                | Qual. Mondiali 2018                                                      | -                                                                        | 43’                                                                      |
| 1-9-2017                                                                 | Praga                                                                    | Rep. Ceca                                                                | 1 – 2                                                                    | Germania                                                                 | Qual. Mondiali 2018                                                      | -                                                                        | 89’                                                                      |
| 6-9-2018                                                                 | Uherské Hradiště                                                         | Rep. Ceca                                                                | 1 – 2                                                                    | Ucraina                                                                  | UEFA Nations League 2018-2019 - 1º turno                                 | -                                                                        | 45’                                                                      |
| 10-9-2018                                                                | Rostov sul Don                                                           | Russia                                                                   | 5 – 1                                                                    | Rep. Ceca                                                                | Amichevole                                                               | -                                                                        |                                                                          |
| 13-10-2018                                                               | Trnava                                                                   | Slovacchia                                                               | 1 – 2                                                                    | Rep. Ceca                                                                | UEFA Nations League 2018-2019 - 1º turno                                 | -                                                                        |                                                                          |
| 16-10-2018                                                               | Kiev                                                                     | Ucraina                                                                  | 1 – 0                                                                    | Rep. Ceca                                                                | UEFA Nations League 2018-2019 - 1º turno                                 | -                                                                        | 67’                                                                      |
| 26-3-2019                                                                | Praga                                                                    | Rep. Ceca                                                                | 1 – 3                                                                    | Brasile                                                                  | Amichevole                                                               | -                                                                        | 84’                                                                      |
| 11-10-2019                                                               | Praga                                                                    | Rep. Ceca                                                                | 2 – 1                                                                    | Inghilterra                                                              | Qual. Euro 2020                                                          | -                                                                        | 90’                                                                      |
| 14-10-2019                                                               | Praga                                                                    | Rep. Ceca                                                                | 2 – 3                                                                    | Irlanda del Nord                                                         | Amichevole                                                               | -                                                                        | 45’                                                                      |
| 2-9-2021                                                                 | Ostrava                                                                  | Rep. Ceca                                                                | 1 – 0                                                                    | Bielorussia                                                              | Qual. Mondiali 2022                                                      | -                                                                        | 77’                                                                      |
| 5-9-2021                                                                 | Bruxelles                                                                | Belgio                                                                   | 3 – 0                                                                    | Rep. Ceca                                                                | Qual. Mondiali 2022                                                      | -                                                                        | 66’                                                                      |
| 8-9-2021                                                                 | Plzeň                                                                    | Rep. Ceca                                                                | 1 – 1                                                                    | Ucraina                                                                  | Amichevole                                                               | -                                                                        | 46’                                                                      |
| 8-10-2021                                                                | Praga                                                                    | Rep. Ceca                                                                | 2 – 2                                                                    | Galles                                                                   | Qual. Mondiali 2022                                                      | -                                                                        | 90’                                                                      |
| 11-10-2021                                                               | Kazan'                                                                   | Bielorussia                                                              | 0 – 2                                                                    | Rep. Ceca                                                                | Qual. Mondiali 2022                                                      | -                                                                        | 88’                                                                      |
| 16-11-2022                                                               | Olomouc                                                                  | Rep. Ceca                                                                | 5 – 0                                                                    | Fær Øer                                                                  | Amichevole                                                               | -                                                                        |                                                                          |
| 19-11-2022                                                               | Gaziantep                                                                | Turchia                                                                  | 2 – 1                                                                    | Rep. Ceca                                                                | Amichevole                                                               | -                                                                        | 73’                                                                      |
| 20-6-2023                                                                | Podgorica                                                                | Montenegro                                                               | 1 – 4                                                                    | Rep. Ceca                                                                | Amichevole                                                               | -                                                                        | 46’                                                                      |
| Totale                                                                   |                                                                          | Presenze                                                                 | 23                                                                       |                                                                          | Reti                                                                     | 1                                                                        |                                                                          |

## Palmarès

### Club

#### Competizioni nazionali
- Campionato ceco: 2

Slavia Praga: 2016-2017, 2018-2019
- Coppa della Repubblica Ceca: 2

Slavia Praga: 2017-2018, 2018-2019
- Campionato slovacco: 3

Slovan Bratislava: 2021-2022, 2022-2023, 2023-2024